# 天主教伊莉莎白港教區
天主教伊莉莎白港教區（拉丁語：Dioecesis Portus Elizabethensis）是南非一個羅馬天主教教區，屬開普敦總教區。

## 歷史
教區的前身是好望角宗座監牧區，成立於1818年6月18日，1847年7月30日分為東西兩個代牧區，東區在1939年6月13日易名為伊莉莎白港宗座代牧區。1951年1月11日升為教區。

## 現況
教區範圍包括東開普省南部。2004年有教友98,800人（佔轄區總人口3.7%）、四十四個堂區、四十五名司鐸。目前教區主教席位處於出缺狀態，為彌額爾·韋斯滕貝格。